# 伯顏不花的斤
伯颜不花的斤（？—1359年），字苍崖，一作苍岩，元朝畏兀儿人，火赤哈儿·的斤的曾孙，雪雪·的斤的孙子。驸马都尉、江浙行省丞相朵尔的斤的儿子。
伯颜不花的斤倜傥好学，通晓音律，善草书，工画龙。以父亲的缘故恩荫为同知信州路事，转任建德路。抵御天完红巾军，立功升为本路总管。后任浙东都元帅，至正十六年（1356年），任衢州路（治今浙江衢州市）达鲁花赤，升任浙东都元帅，守衢州。次年，升任为江东道廉访副使。至正十八年（1358年），天完将领王奉国率军攻围信州（今江西上饶市）。至正十九年（1359年），引兵往援信州，围剿陈友谅农民起义军，在城东击败陈友谅的部将王奉国，入城与镇南王大圣奴共同守御，据城苦战半年，力战不胜，信州城破，自刎而死。谥桓敏。

## 延伸阅读
[在维基数据编辑]
 《元史/卷195》，出自宋濂《元史》
 《新元史/卷116》，出自柯劭忞《新元史》